# Томас де Гартман
Фома Олександрович Гартман (21 вересня 1885, Хоружівка (Полтавська губернія) — 28 березня 1956, Нью-Йорк) — український композитор, піаніст, відомий у світі як Томас де Гартманн. Товариш та послідовник філософа та містика Георгія Гурджиєва.

## Біографія
Фома Гартман народився у селі Хоружівка (тоді Хоружівська волость, Роменський повіт, Полтавська губернія, нині Роменський район, Сумська область). У 18 років отримав диплом Санкт-Петербурзької консерваторії. У 1907 році разом з Сергієм Дягілєвим поставив балет «Червона квітка». Товаришував з Василем Кандінським, писав статті у німецьке авангардне видання «Синій вершник». З 1921 року мешкав та викладав у Парижі, у 1950 році переїхав до Сполучених Штатів.